# Loris Mora
Loris Mora (Montebelluna, 5 agosto 1932 – Vicenza, 13 agosto 2009) è stato un allenatore di calcio e calciatore italiano, di ruolo centrocampista.

## Caratteristiche tecniche
Giocava come mediano.

## Carriera

### Giocatore

#### Club
Dopo aver giocato nelle giovanili del Montebelluna esordisce in prima squadra nella stagione 1949-1950, nel campionato di Prima Divisione, nel quale gioca anche nella stagione 1950-1951 e nella stagione 1951-1952, per un totale di 78 presenze e 22 reti nell'arco del triennio. A fine anno viene ceduto al Vicenza, squadra di Serie B; con i biancorossi nella stagione 1952-1953 gioca stabilmente da titolare nella serie cadetta, nella quale gioca 31 partite e segna 2 gol, esordendo in campionato il 21 settembre 1952 in Vicenza-Catania (1-1). Rimane nella squadra veneta anche nella stagione 1953-1954, durante la quale mette a segno 3 gol in 15 partite di campionato.
Nell'estate del 1954 viene ceduto al Venezia, in Serie C; con la squadra del capoluogo veneto nella stagione 1954-1955 chiude il campionato con 28 presenze, mentre nella stagione 1955-1956 contribuisce alla vittoria del campionato con 26 presenze. Dopo aver ottenuto la promozione in Serie B, nel 1956 il Venezia lo cede ai siciliani del Siracusa, altra formazione di Serie C, con la quale Mora nel corso della stagione 1956-1957 disputa 29 partite e segna 4 gol in terza serie. Nella stagione 1957-1958 gioca invece 23 partite e segna un gol, rimanendo poi in rosa anche per una terza stagione, la 1958-1959, nella quale segna 2 gol in 31 incontri di campionato.
Nell'estate del 1959 viene ceduto all'Akragas, formazione neopromossa in Serie C, con cui nella sua prima stagione in squadra realizza una rete in 18 partite di campionato. Anche nelle stagioni successive rimane ad Agrigento, venendo impiegato spesso come titolare: nella stagione 1960-1961 termina infatti il campionato con 33 partite ed un gol, mentre nel 1961-1962 termina la stagione con 33 presenze senza reti. Dopo 30 partite di campionato nella stagione 1962-1963 scende in campo altre 33 volte durante la stagione 1963-1964. La sua ultima stagione con la maglia dell'Akragas è la 1964-1965, nella quale gioca altre 4 partite in Serie C, arrivando così ad un totale di 155 presenze e 2 reti con la squadra siciliana.
In carriera ha giocato in totale 46 partite (con 5 gol segnati) in Serie B e 288 partite (con 9 gol) in Serie C.

#### Nazionale
Durante la sua permanenza al Vicenza ha giocato alcune partite con la Nazionale Militare.

### Allenatore
Dopo aver smesso di giocare ha girato a lungo per i campi della provincia berica allenando le prime squadre ed i giovani delle squadre dilettantistiche. Prima della sua scomparsa, ad agosto 2009, ha fatto parte tra gli altri dello staff tecnico nei settori giovanili di Leodari Sole Vicenza e di Maddalene.

## Palmarès

### Giocatore

#### Competizioni nazionali
- Serie C: 1

Venezia: 1955-1956